# Snipex Alligator
Snipex Alligator – ukraiński ciężki (wielkokalibrowy) karabin wyborowy kalibru 14,5 mm, przyjęty do uzbrojenia armii ukraińskiej w 2021 roku.
Badania i testy opracowanego przez ukraińską firmę Snipex (będącą częścią XADO) karabinu zakończono w grudniu 2020. Karabin w całości wytwarzany jest na Ukrainie.
Karabin przeznaczony jest do niszczenia sprzętu przeciwnika, włącznie z lekko opancerzonymi celami (pocisk z karabinu przebija 10 mm warstwę stali z odległości 1500 m).

## Dane techniczne
Karabin ma długość 2000 mm i wagę 22,5 kg bez magazynka (25 kg z pełnym magazynkiem). Lufa samonośna, gwintowana (8 bruzd), o długości 1200 mm, może być odłączana na czas transportu. Karabin wyposażony jest w dwójnóg (regulowany, o 4 pozycjach) i regulowaną podporę (monopod) na końcu kolby oraz uchwyt do przenoszenia. Na komorze zamkowej zamontowano szynę Picatinny. Przy wylocie zainstalowano hamulec wylotowy. Możliwe jest też zainstalowanie tłumika.

## Amunicja
Karabin używa amunicji 14,5 × 114 mm. Amunicja taka została opracowana w czasie II wojny światowej do rusznic przeciwpancernych. Pocisk ma energię 30 tysięcy dżuli. Prędkość wylotowa wynosi 980 m/s. Zasięg skuteczny karabinu to 2 km, a maksymalny zasięg pocisku sięga 7 km. 
Karabin zasilany jest z magazynka mieszczącego 5 nabojów.

## Wersja .50 BMG
Snipex opracował też wersję na amunicję .50 BMG o kalibrze 12,7 mm, używającej amunicji 12,7 × 108 mm (lub 99 mm). Karabin taki jest mniejszy (długość 1620 mm, masa 16 kg), magazynek mieści 10 nabojów. Prędkość początkowa pocisku wynosi 820 m/s a zasięg skuteczny oszacowano na 2 km.